# 特拉凯区
特拉凯区是立陶宛維爾紐斯縣内的市镇，行政中心为特拉凱镇。市镇面積为1,208平方公里，2020年人口数量为32,546人。约30%的居民为波兰族。